# Chicomuselo

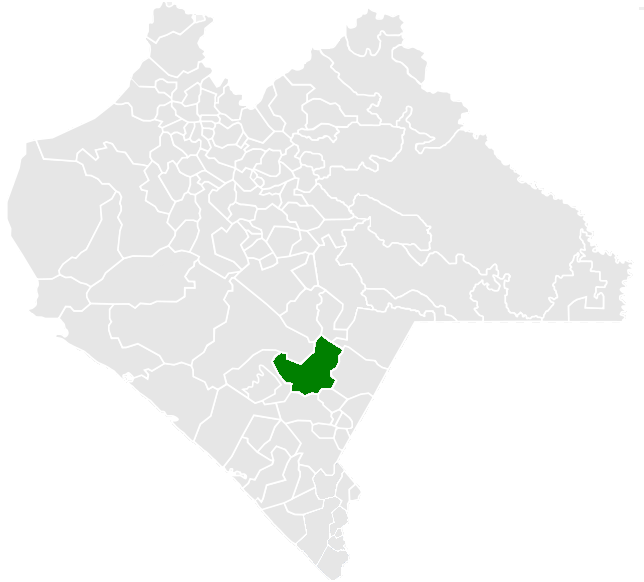
Chicomuselo mapa

Chicomuselo é um município do estado do Chiapas, no México. A população do município calculada no censo 2005 era de 28.260 habitantes.